# Otomí-Sprache

Verbreitung der Otomí-Sprache in Zentralmexiko

Die Otomí-Sprache oder auch Otomí (Hñähñü), eine Tonsprache, gehört zusammen mit der Chichimeca-Jonaz-Sprache, Mazahua-Sprache, Pame-Sprache, Ocuilteco-Sprache und Matlatzinca-Sprache zu den Oto-Pame-Sprachen, die wiederum zu den Oto-Mangue-Sprachen (zusammen mit Amuzgo, Chinantekisch, Mixtekisch, Popoloca, Tlapanekisch und Zapotekisch) gehören. Das Otomí hat etwa 300.000 Sprecher (davon etwa fünf bis sechs Prozent Einsprachige), die meisten in den Bundesstaaten Hidalgo (Valle de Mezquital), México, Puebla, Querétaro, Tlaxcala, Michoacán und Veracruz. Obwohl die Otomí-Sprache zu den meistgesprochenen indigenen Sprachen in Mexiko gehört, ist sie (wie viele Sprachen Mexikos) vom Aussterben bedroht. Denn ihre Sprecher waren seit der Kolonialzeit wirtschaftlich und gesellschaftlich dem Druck des Spanischen unterworfen. Sprachpolitisch wurde Otomí im Erziehungswesen nicht gefördert und deshalb im öffentlichen Raum immer weniger verwendet. In den Familien wird die Otomí-Sprache durchaus noch an die Kinder weitergegeben.

## Varianten
- Mezquital-Tal-Otomí von Hidalgo
- Querétaro-Otomí von Querétaro